# ناترازی هیجانی
ناترازی هیجانی، ناترازی عاطفی، بی‌نظمی هیجانی یا بی‌نظمی عاطفی (به انگلیسی: Emotional dysregulation) با ناتوانی در پاسخگویی انعطاف‌پذیر و مدیریت حالت عاطفی مشخص می‌شود که با توجه به ماهیت محرک‌های محیطی که با آن مواجه می‌شوند، واکنش‌های هیجانی شدید و طولانی را در پی دارد که از هنجارهای اجتماعی منحرف می‌شود. چنین واکنش‌هایی نه تنها از هنجارهای پذیرفته‌شده اجتماعی منحرف می‌شوند، بلکه از آنچه که به‌طور غیررسمی مناسب یا متناسب با محرک‌های مواجه‌شده تلقی می‌شود، پیشی می‌گیرند.
اغلب با عوامل فیزیکی مانند آسیب مغزی یا عوامل روانی مانند تجربیات نامطلوب دوران کودکی و بدرفتاری مداوم از جمله کودک‌آزاری، بی‌توجهی یا آزار نهادی مرتبط است.
ناترازی عاطفی ممکن است در افراد مبتلا به ناهنجاری روان‌پزشکی و رشد عصبی مانند اختلال کم‌توجهی-بیش‌فعالی طیف اوتیسم، اختلال دوقطبی، اختلال شخصیت مرزی، اختلال استرس پس از سانحه پیچیده، و ناهنجاری‌های طیف الکل جنینی وجود داشته باشد. در مواردی مانند اختلال شخصیت مرزی و اختلال استرس پس از سانحه پیچیده، حساسیت مفرط به محرک‌های هیجانی باعث بازگشت آهسته‌تر به حالت عاطفی طبیعی می‌شود و ممکن است بازتاب‌دهندهٔ نقص در نواحی تنظیمی پیش‌پیشانی باشد. آسیب به قشر پیشانی مغز می‌تواند باعث نقص در رفتار شود که می‌تواند به شدت بر توانایی فرد برای مدیریت زندگی روزمره تأثیر بگذارد. به این ترتیب، دوره پس از یک آسیب مغزی تروماتیک مانند اختلال لوب پیشانی می‌تواند با بدتنظیمی عاطفی مشخص شود. این در مورد بیماری‌های عصبی نیز صادق است.